# Жундиаи
Жундиаи е град-община в щата Сао Пауло, Бразилия. Населението му е 349 929 жители (2009 г.), а площта 431,90 кв. км. Пощенският му код е 13200-000, а телефонния +55 11. Намира се на 761 м н.в. на 60 км от град Сао Пауло. Основан е на 14.ХІІ.1655 г.

## Побратимени градове
- Падуа (Италия)
- Трентън (САЩ)
- Хавана (Куба)